# Campionato mondiale di hockey su ghiaccio 1934
L'8º Campionato mondiale di hockey su ghiaccio, valido anche come 19º campionato europeo di hockey su ghiaccio, si tenne nel periodo fra il 3 e l'11 febbraio 1934 nella città di Milano, in Italia. Al via si presentarono dodici squadre, con gli Stati Uniti ed il Canada promossi direttamente al secondo turno. Le altre dieci squadre si suddivisero in tre gruppi preliminari per assegnare sei posti validi per la fase successiva; nel Gruppo C tuttavia tutte e tre le squadre si ritrovarono a pari punti con la medesima differenza reti, ragion per cui il comitato organizzatore modificò la seconda fase, portando le squadre da otto a nove. In questa fase le vincitrici dei tre gruppi da tre squadre furono promosse automaticamente alla fase finale, mentre l'ultimo posto valido per le semifinali fu conteso dalle tre seconde. Le nazionali escluse dalle semifinali e dal turno supplementare di qualificazione disputarono un girone all'italiana per contendersi le posizioni dalla 7 alla 12.
Il Canada conquistò il suo settimo titolo mondiale sconfiggendo in finale gli Stati Uniti. La medaglia di bronzo invece, nonché il secondo titolo europeo, andò alla nazionale della Germania.

## Gironi preliminari

### Gruppo A
| Milano 3 febbraio 1934, ore 15:00 | Ungheria | 2 – 0 (0-0; 1-0; 1-0) | Regno Unito | Palazzo del ghiaccio |

| Milano 4 febbraio 1934, ore 17:00 | Regno Unito | 2 – 1 (0-1; 1-0; 1-0) | Cecoslovacchia | Palazzo del ghiaccio |

| Milano 5 febbraio 1934, ore 14:30 | Cecoslovacchia | 1 – 0 (0-0; 0-0; 1-0) | Ungheria | Palazzo del ghiaccio |

| Pos. |                | PG | V | N | P | GF | GS | DR | Pt |
| 1.   | Ungheria       | 2  | 1 | 0 | 1 | 2  | 1  | +1 | 2  |
| 2.   | Cecoslovacchia | 2  | 1 | 0 | 1 | 2  | 2  | 0  | 2  |
| 3.   | Regno Unito    | 2  | 1 | 0 | 1 | 1  | 2  | -1 | 2  |

### Gruppo B
| Milano 3 febbraio 1934, ore 16:30 | Svizzera | 20 – 1 (6-0; 8-0; 6-1) | Belgio | Palazzo del ghiaccio |

| Milano 3 febbraio 1934, ore 21:00 | Francia | 4 – 1 (2-0; 1-0; 1-1) | Romania | Palazzo del ghiaccio |

| Milano 4 febbraio 1934, ore 15:00 | Romania | 3 – 2 (1-1; 2-0; 0-1) | Belgio | Palazzo del ghiaccio |

| Milano 4 febbraio 1934, ore 20:30 | Svizzera | 3 – 0 (2-0; 0-0; 1-0) | Francia | Palazzo del ghiaccio |

| Milano 5 febbraio 1934, ore 16:30 | Svizzera | 7 – 2 (3-1; 4-1; 0-0) | Romania | Palazzo del ghiaccio |

| Milano 5 febbraio 1934, ore 20:30 | Belgio | 2 – 0 (1-0; 1-0; 0-0) | Francia | Palazzo del ghiaccio |

| Pos. |          | PG | V | N | P | GF | GS | DR  | Pt |
| 1.   | Svizzera | 3  | 3 | 0 | 0 | 30 | 3  | +27 | 6  |
| 2.   | Francia  | 3  | 1 | 0 | 2 | 4  | 6  | -2  | 2  |
| 3.   | Romania  | 3  | 1 | 0 | 2 | 6  | 13 | -7  | 2  |
| 4.   | Belgio   | 3  | 1 | 0 | 2 | 5  | 23 | -18 | 2  |

### Gruppo C
| Milano 3 febbraio 1934, ore 18:00 | Austria | 2 – 1 (0-1; 1-0; 1-0) | Germania | Palazzo del ghiaccio |

| Milano 4 febbraio 1934, ore 22:00 | Italia | 2 – 3 (2-0; 0-2; 0-1) | Germania | Palazzo del ghiaccio |

| Milano 5 febbraio 1934, ore 22:00 | Italia | 1 – 0 (1-0; 0-0; 0-0) | Austria | Palazzo del ghiaccio |

| Pos. |          | PG | V | N | P | GF | GS | DR | Pt |
| 1.   | Germania | 2  | 1 | 0 | 1 | 4  | 4  | 0  | 2  |
| 2.   | Italia   | 2  | 1 | 0 | 1 | 3  | 3  | 0  | 2  |
| 3.   | Austria  | 2  | 1 | 0 | 1 | 2  | 2  | 0  | 2  |

## Seconda fase

### Gruppo D
| Milano 6 febbraio 1934, ore 20:45 | Stati Uniti | 1 – 0 (0-0; 1-0; 0-0) | Cecoslovacchia | Palazzo del ghiaccio |

| Milano 7 febbraio 1934, ore 17:00 | Cecoslovacchia | 4 – 0 (0-0; 1-0; 3-0) | Austria | Palazzo del ghiaccio |

| Milano 8 febbraio 1934, ore 20:45 | Stati Uniti | 1 – 0 (1-0; 0-0; 0-0) | Austria | Palazzo del ghiaccio |

| Pos. |                | PG | V | N | P | GF | GS | DR | Pt |
| 1.   | Stati Uniti    | 2  | 2 | 0 | 0 | 2  | 0  | +2 | 4  |
| 2.   | Cecoslovacchia | 2  | 1 | 0 | 1 | 4  | 1  | +3 | 2  |
| 3.   | Austria        | 2  | 0 | 0 | 2 | 0  | 5  | -5 | 0  |

### Gruppo E
| Milano 6 febbraio 1934, ore 22:30 | Italia | 0 – 0 (d.t.s.) (0-0; 0-0; 0-0; 0-0; 0-0) | Ungheria | Palazzo del ghiaccio |

| Milano 7 febbraio 1934, ore 20:45 | Svizzera | 1 – 0 (0-0; 0-0; 1-0) | Ungheria | Palazzo del ghiaccio |

| Milano 8 febbraio 1934, ore 22:30 | Italia | 0 – 3 (0-1; 0-2; 0-0) | Svizzera | Palazzo del ghiaccio |

| Pos. |          | PG | V | N | P | GF | GS | DR | Pt |
| 1.   | Svizzera | 2  | 2 | 0 | 0 | 4  | 0  | +4 | 4  |
| 2.   | Ungheria | 2  | 0 | 1 | 1 | 0  | 1  | -1 | 1  |
| 3.   | Italia   | 2  | 0 | 1 | 1 | 0  | 3  | -3 | 1  |

### Gruppo F
| Milano 6 febbraio 1934, ore 17:00 | Canada | 9 – 0 (4-0; 5-0; 0-0) | Francia | Palazzo del ghiaccio |

| Milano 7 febbraio 1934, ore 22:30 | Canada | 6 – 0 (0-0; 3-0; 3-0) | Germania | Palazzo del ghiaccio |

| Milano 8 febbraio 1934, ore 17:00 | Germania | 4 – 0 (2-0; 0-0; 2-0) | Francia | Palazzo del ghiaccio |

| Pos. |          | PG | V | N | P | GF | GS | DR  | Pt |
| 1.   | Canada   | 2  | 2 | 0 | 0 | 15 | 0  | +15 | 4  |
| 2.   | Germania | 2  | 1 | 0 | 1 | 4  | 6  | -2  | 2  |
| 3.   | Francia  | 2  | 0 | 0 | 2 | 0  | 13 | -13 | 0  |

### Turno supplementare di qualificazione
Nonostante il secondo posto nel suo girone l'Ungheria si ritirò, accontentandosi del sesto posto finale.
| Milano 9 febbraio 1934 | Germania | 1 – 0 (d.t.s.) (0-0; 0-0; 0-0; 1-0) | Cecoslovacchia | Palazzo del ghiaccio |

## Girone di consolazione
La Francia e il Belgio non parteciparono al gruppo, giungendo automaticamente all'undicesimo e al dodicesimo posto finale.
| Milano 9 febbraio 1934 | Austria | 2 – 1 (0-1; 0-0; 2-0) | Regno Unito | Palazzo del ghiaccio |

| Milano 9 febbraio 1934 | Italia | 3 – 0 (1-0; 0-0; 2-0) | Romania | Palazzo del ghiaccio |

| Milano 10 febbraio 1934 | Austria | 3 – 0 (0-0; 0-0; 3-0) | Romania | Palazzo del ghiaccio |

| Milano 10 febbraio 1934 | Italia | 1 – 4 (0-1; 0-2; 1-1) | Regno Unito | Palazzo del ghiaccio |

| Milano 11 febbraio 1934 | Regno Unito | 2 – 1 (2-0; 0-1; 0-0) | Romania | Palazzo del ghiaccio |

| Milano 11 febbraio 1934 | Italia | 2 – 2 (d.t.s.) (0-1; 1-0; 0-0; 0-0; 0-0; 1-1) | Austria | Palazzo del ghiaccio |

| Pos. |             | PG       | V        | N        | P        | GF       | GS       | DR       | Pt       |
| 7.   | Austria     | 3        | 2        | 1        | 0        | 7        | 4        | +3       | 5        |
| 8.   | Regno Unito | 3        | 2        | 0        | 1        | 7        | 4        | +3       | 4        |
| 9.   | Italia      | 3        | 1        | 1        | 1        | 6        | 6        | 0        | 3        |
| 10.  | Romania     | 3        | 0        | 0        | 3        | 2        | 8        | -6       | 0        |
| 11.  | Francia     | Ritirata | Ritirata | Ritirata | Ritirata | Ritirata | Ritirata | Ritirata | Ritirata |
| 12.  | Belgio      | Ritirato | Ritirato | Ritirato | Ritirato | Ritirato | Ritirato | Ritirato | Ritirato |

## Fase a eliminazione diretta
|  | Semifinali  | Semifinali  | Semifinali  |             |        | Finale          | Finale          | Finale          |  |
|  |             |             |             |             |        |                 |                 |                 |  |
|  | Canada      | Canada      | 2           |             |        |                 |                 |                 |  |
|  | Canada      | Canada      | 2           |             |        |                 |                 |                 |  |
|  | Svizzera    | Svizzera    | 1           |             |        |                 |                 |                 |  |
|  | Svizzera    | Svizzera    | 1           |             | Canada | Canada          | 2               |                 |  |
|  |             |             |             |             | Canada | Canada          | 2               |                 |  |
|  |             |             | Stati Uniti | Stati Uniti | 1      |                 |                 |                 |  |
|  | Stati Uniti | Stati Uniti | Stati Uniti | Stati Uniti | 1      | 3               |                 |                 |  |
|  | Stati Uniti | Stati Uniti |             |             |        | 3               |                 |                 |  |
|  | Germania    | Germania    | 0           |             |        | Finale 3º posto | Finale 3º posto | Finale 3º posto |  |
|  | Germania    | Germania    | 0           |             |        |                 |                 |                 |  |
|  |             |             |             |             |        |                 |                 |                 |  |
|  |             |             |             |             |        | Germania        | Germania        | 2               |  |
|  |             |             |             |             |        | Germania        | Germania        | 2               |  |
|  |             |             |             |             |        | Svizzera        | Svizzera        | 1               |  |

### Semifinali
| Milano 10 febbraio 1934, ore 22:30 | Canada | 2 – 1 (d.t.s.) (0-0; 0-1; 1-0; 1-0) | Svizzera | Palazzo del ghiaccio |

| Milano 10 febbraio 1934, ore 17:00 | Stati Uniti | 3 – 0 (1-0; 1-0; 1-0) | Germania | Palazzo del ghiaccio |

### Finale per il 3º posto
| Milano 11 febbraio 1934 | Germania | 2 – 1 (d.t.s.) (0-0; 0-1; 1-0; 0-0; 1-0) | Svizzera | Palazzo del ghiaccio |

### Finale
| Milano 11 febbraio 1934, ore 21:00 | Canada | 2 – 1 (0-1; 1-0; 1-0) | Stati Uniti | Palazzo del ghiaccio |

## Graduatoria finale
| Pos | Squadra        |
| --- | -------------- |
|     | Canada         |
|     | Stati Uniti    |
|     | Germania       |
| 4   | Svizzera       |
| 5   | Cecoslovacchia |
| 6   | Ungheria       |
| 7   | Austria        |
| 8   | Regno Unito    |
| 9   | Italia         |
| 10  | Romania        |
| 11  | Francia        |
| 12  | Belgio         |

| Campione del mondo di hockey su ghiaccio 1934 |
| Canada 7º titolo                              |

| Pos | Squadra     | Formazione |
| --- | ----------- | --- |
|     | Canada      | Tommy Dewar, Ab Welsh, Cooney Woods, Les BirdRay Watkins, Jim Dewey, Ab Rogers, Bert Scharfe, Elmer Piper, Ron Silver, Cliff Lake, Hobb Wilson                                                 |
|     | Stati Uniti | Walter Bender, Peter Besson, Clem Harnedy, Robert Jeremiah, Edward Keating, Richard Maley, Fred McDonell, Robert Nilon, Arthur Smith, Frank Stubbs                                             |
|     | Germania    | Theodor Kaufmann, Walter Leinweber, Erich Römer, J.A. von Bethmann-Hollweg, Gustav Jaenecke, Roman Kessler, Horst Orbanowski, Hanss Lang, Dr. Strobel, Werner George, Alois Kuhn, Werner Korff |

## Campionato europeo
Il torneo fu valido anche per il 19º campionato europeo e venne utilizzata la graduatoria finale del campionato mondiale per determinare le posizioni del torneo continentale; la vittoria andò per la seconda volta alla Germania, giunta terza nella classifica finale.
| Pos | Squadra        |
| --- | -------------- |
|     | Germania       |
|     | Svizzera       |
|     | Cecoslovacchia |
| 4   | Ungheria       |
| 5   | Austria        |
| 6   | Regno Unito    |
| 7   | Italia         |
| 8   | Romania        |
| 9   | Francia        |
| 10  | Belgio         |